# Sziléziai vajdaság
A Sziléziai vajdaság, lengyelül: województwo śląskie, közigazgatási egység, Lengyelország 16 vajdaságának egyike, felöleli a történelmi Felső-Sziléziát, a Cieszyni Szilézia Lengyelországhoz tartozó részét és Kis-Lengyelország nyugati részét. A vajdaság székhelye Katowice.
A Sziléziai vajdaság az egyetlen, melyben a járási jogú városok száma (19) nagyobb a járásokénál (17).

## Helyzete
A sziléziai vajdaság Lengyelország déli részén terül el a Visztula, Odera és Warta völgyében, Csehországgal és Szlovákiával határos. A vajdaság Szilézia keleti részét, Kis-Lengyelország nyugati részét és Nagy-Lengyelország déli részét foglalja el, így az ország kulturális és történelmi szempontból fontos területeit. Felső-Szilézia gazdasága fejlettebb, mint a mezőgazdasági jellegű Kis-Lengyelország keleti része. Kivétel a dąbrowai medence, Kis-Lengyelország történeti vidéke. A vajdaság természetföldrajzi szempontból a sziléziai és a krakkó-częstochowai fennsíkon, az oświęcimi völgykatlanban és a Beszkideken fekszik.
A szomszédos vajdaságok:
- Łódźi vajdaság
- Szentkereszt vajdaság
- Kis-lengyelországi vajdaság
- Opolei vajdaság

## Városai

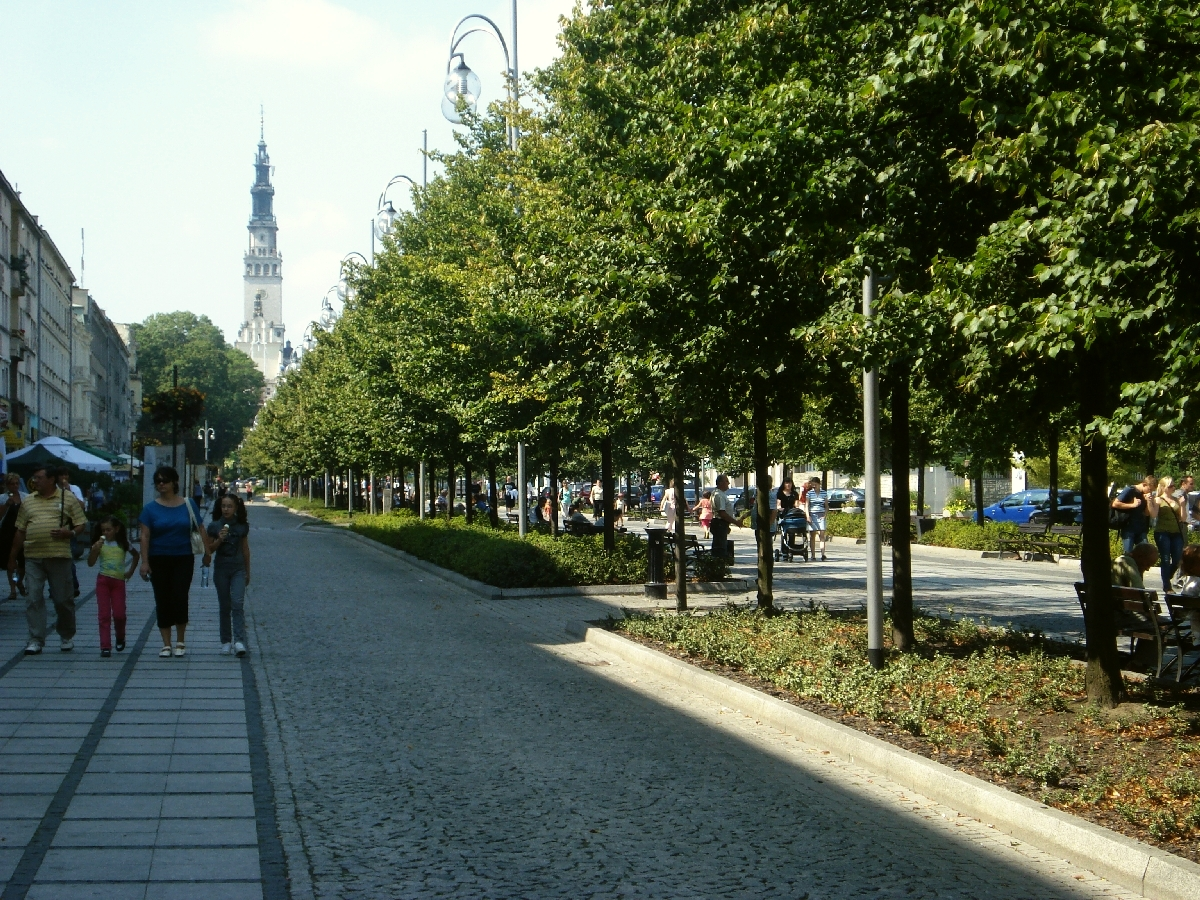
Częstochowa

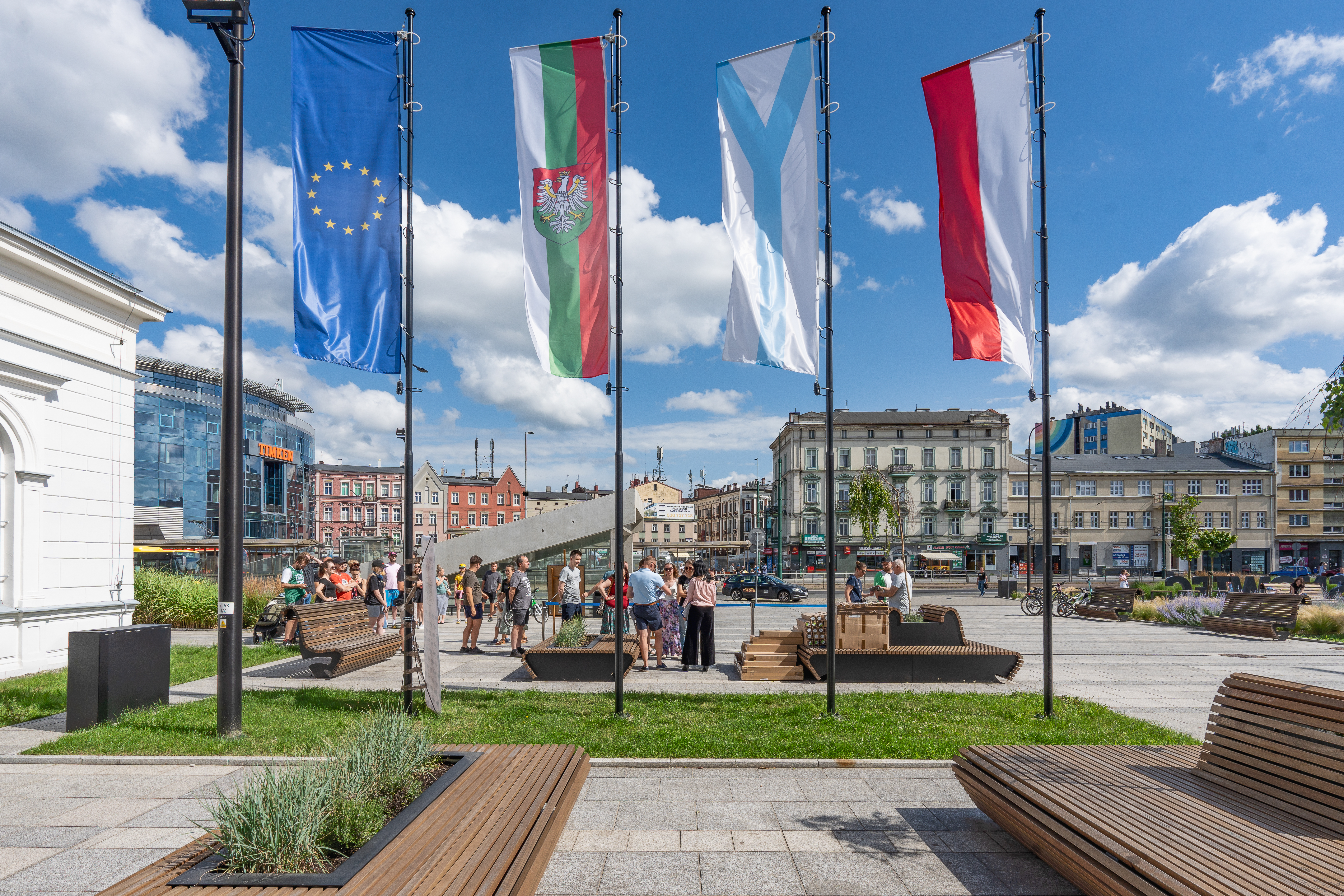
Sosnowiec

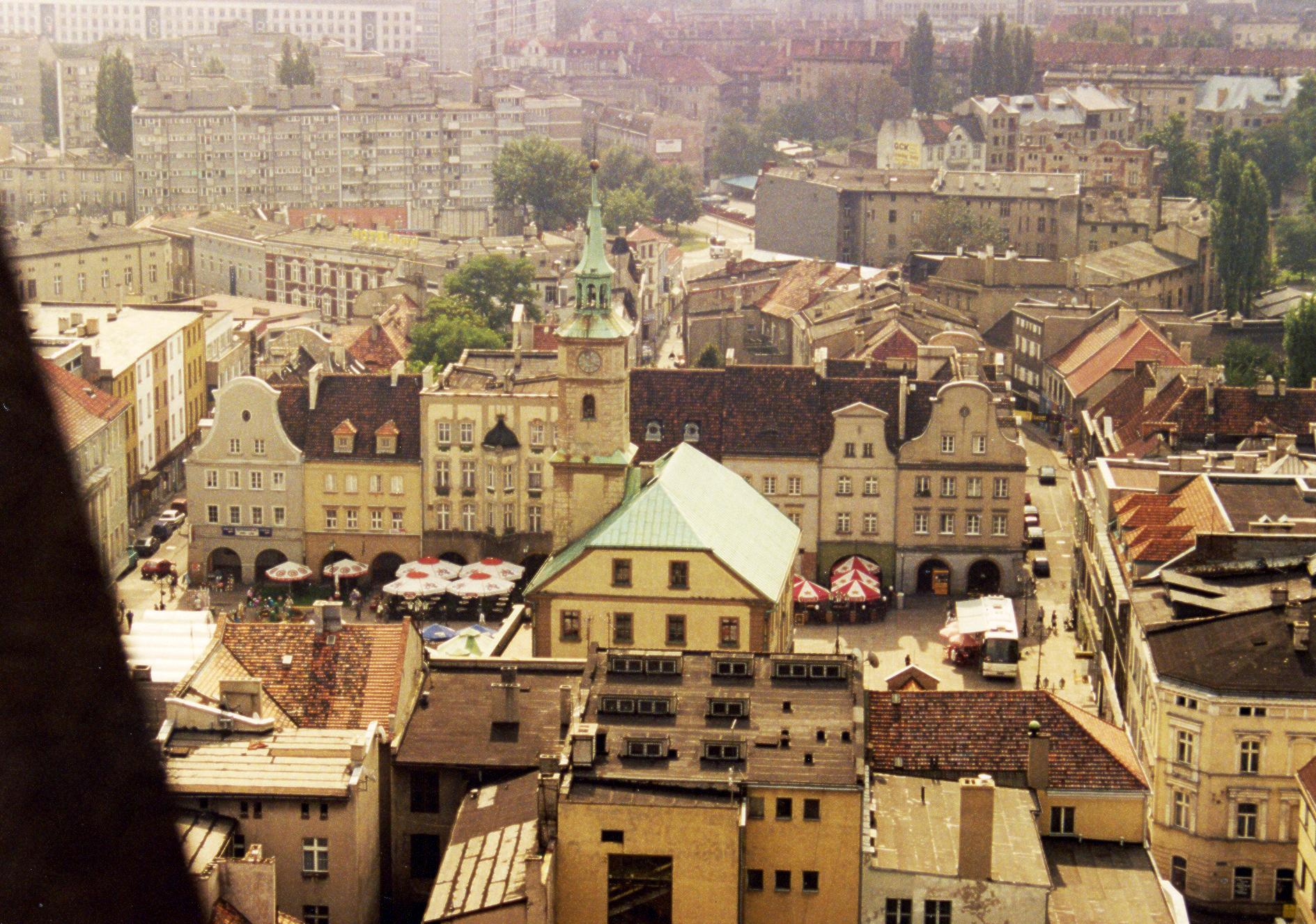
Gliwice

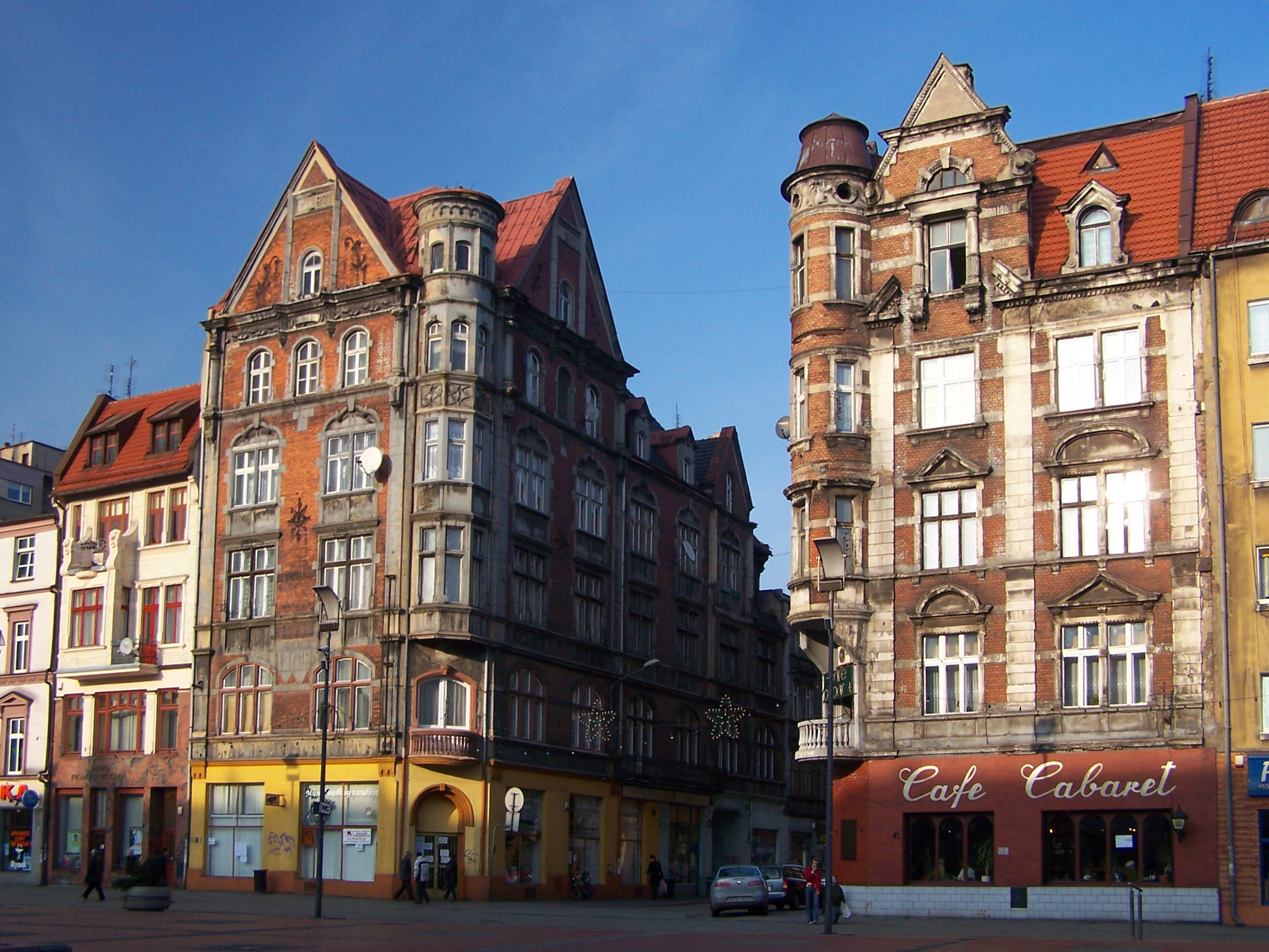
Bytom

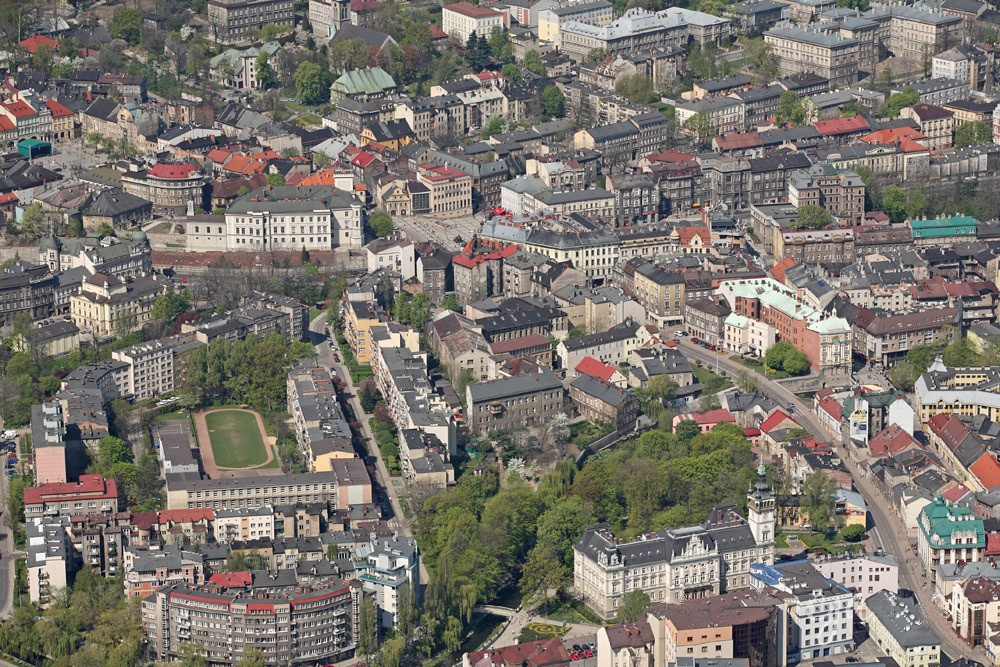
Bielsko-Biała

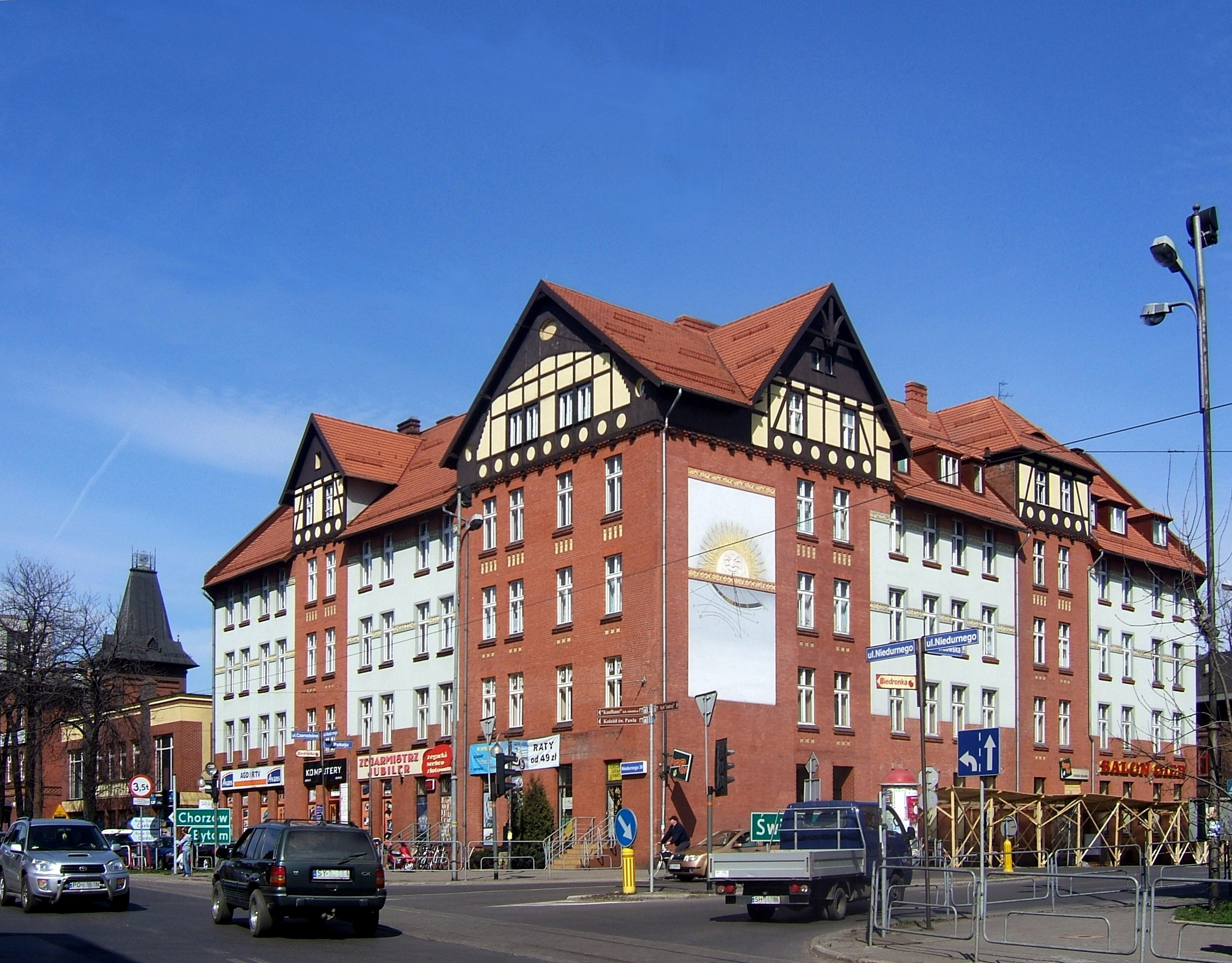
Ruda Śląska

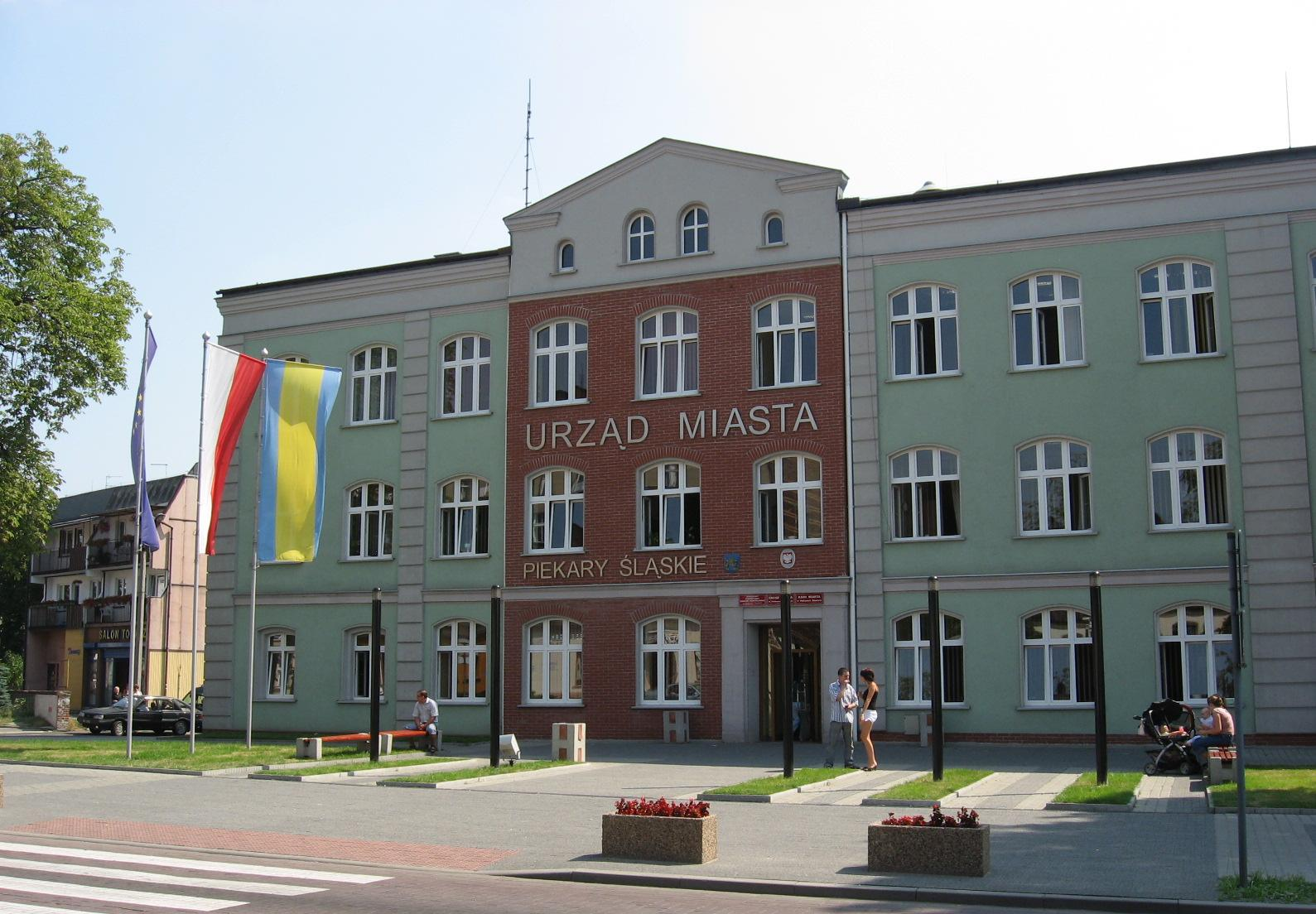
Piekary Śląskie

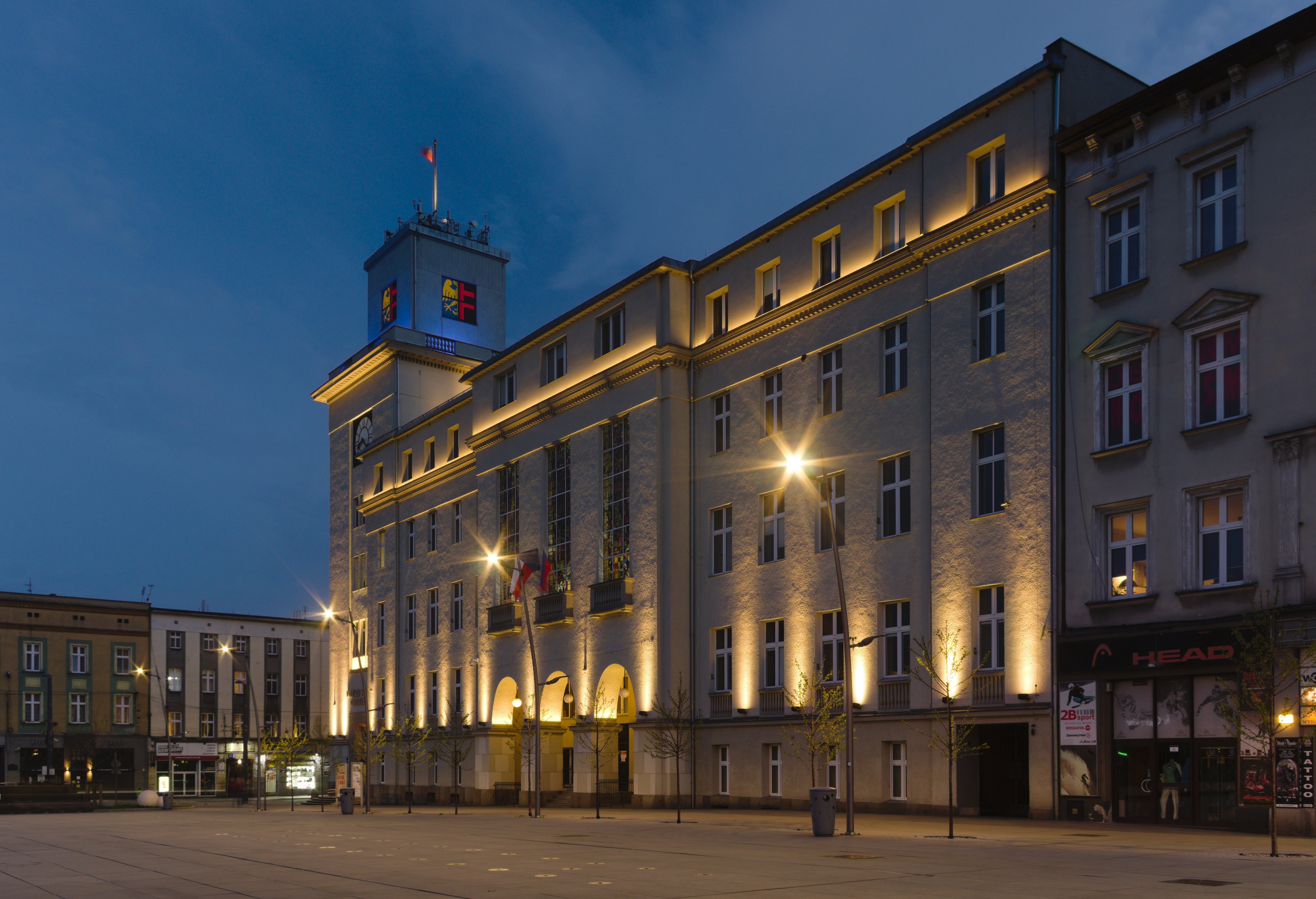
Chorzów

A vajdaságban 72 város van, melyekből 19 járási jogú város. Az alábbi táblázatban a 23 legnagyobb város van felsorolva népesség szerinti sorban, a járási jogú városok vastag betűkkel.
Az adatok a GUS (lengyel Központi Statisztikai Hivatal) 2009. december 31-i adatai szerintiek.
| Hely | Város                | Népesség | Terület    |
| ---- | -------------------- | -------- | ---------- |
| 1    | Katowice             | 309 621  | 164,54 km² |
| 2    | Częstochowa          | 240 612  | 159,61 km² |
| 3    | Sosnowiec            | 221 259  | 91,26 km²  |
| 4    | Gliwice              | 196 669  | 133,85 km² |
| 5    | Zabrze               | 188 401  | 80,47 km²  |
| 6    | Bytom                | 183 829  | 69,43 km²  |
| 7    | Bielsko-Biała        | 175 677  | 124,93 km² |
| 8    | Ruda Śląska          | 143 930  | 77,59 km²  |
| 9    | Rybnik               | 141 177  | 148,26 km² |
| 10   | Tychy                | 129 475  | 81,62 km²  |
| 11   | Dąbrowa Górnicza     | 128 315  | 187,81 km² |
| 12   | Chorzów              | 113 314  | 33,60 km²  |
| 13   | Jaworzno             | 95 228   | 152,20 km² |
| 14   | Jastrzębie-Zdrój     | 93 554   | 85,44 km²  |
| 15   | Mysłowice            | 74 998   | 66,09 km²  |
| 16   | Siemianowice Śląskie | 71 118   | 25,16 km²  |
| 17   | Żory                 | 62 044   | 64,64 km²  |
| 18   | Tarnowskie Góry      | 60 857   | 83,47 km²  |
| 19   | Piekary Śląskie      | 58 832   | 39,67 km²  |
| 20   | Będzin               | 58 747   | 37,37 km²  |
| 21   | Racibórz             | 56 727   | 74,96 km²  |
| 22   | Świętochłowice       | 54 360   | 13,22 km²  |
| 23   | Zawiercie            | 53 789   | 85,25 km²  |

## Járások
A GUS (lengyel Központi Statisztikai Hivatal) 2008. december 31-i adatai szerint:
| Hely | Járás             | Népesség | Terület     |
| ---- | ----------------- | -------- | ----------- |
| 1    | cieszyni          | 172 027  | 730,2 km²   |
| 2    | wodzisławi        | 155 566  | 286,92 km²  |
| 3    | bielsko-i         | 153 987  | 457,23 km²  |
| 4    | będzini           | 151 078  | 368,02 km²  |
| 5    | żywieci           | 150 354  | 1039,96 km² |
| 6    | tarnowskie góry-i | 137 522  | 642,63 km²  |
| 7    | częstochowai      | 134 037  | 1519,49 km² |
| 8    | zawiercie-i       | 122 962  | 1003,27 km² |
| 9    | gliwice-i         | 114 033  | 663,35 km²  |
| 10   | racibórzi         | 110 591  | 543,98 km²  |
| 11   | pszczyna-i        | 105 631  | 473,46 km²  |
| 12   | mikołówi          | 92 098   | 231,53 km²  |
| 13   | kłobucki          | 84 867   | 889,15 km²  |
| 14   | lublinieci        | 76 265   | 822,13 km²  |
| 15   | rybniki           | 74 215   | 224,63 km²  |
| 16   | myszkówi          | 71 563   | 478,62 km²  |
| 17   | bieruń-lędziny-i  | 56 456   | 156,68 km²  |